# Drasteria atlantica
Drasteria atlantica là một loài bướm đêm trong họ Erebidae.